# 松居辰則
松居 辰則（まつい たつのり、1964年9月 - ）は、日本の情報科学の研究者（データ解析・知識情報科学）。学位は博士（理学）（早稲田大学・1994年）。早稲田大学人間科学学術院教授。

## 来歴

### 生い立ち
1964年に生まれた。早稲田大学に入学し、理工学部の数学科にて学ぶ。1988年に卒業し、同大学の大学院に進学する。理工学研究科の数学専攻に在籍し、1990年に修士課程を修了し、1994年に博士後期課程を単位取得満期退学した。なお、早稲田大学の大学院からは、理学修士と博士（理学）の学位を取得している。なお、その間、1992年より同大学の理工学部の助手も務めていた。博士論文の題は　「自由度の高い評定尺度データに対する構造分析法の研究・開発」。 早稲田大学 博士（理学）の修得は1994年2月である。

### 研究者として
その後、1995年より、東京学芸大学の教育学部の助手を務めた。また、同年より日本大学にて生産工学部の講師を非常勤で兼任する。2年後に電気通信大学に移り、大学院の情報システム学研究科にて助教授に就任した。電気通信大学に移ってからも、日本大学の講師は非常勤のまま継続して兼任し、2003年まで務めた。また、同年からは、早稲田大学の人間科学部の講師を、非常勤で兼任することとなった。2004年、電気通信大学から早稲田大学に移り、常勤として人間科学部の助教授に就任した。現在は、早稲田大学の人間科学学術院にて教授を務めている。
なお、大学以外でもいくつかの公的な役職に就いており、経済産業省の産業技術人材育成支援事業の委員会では、委員を務めた。また、文部科学省の学士課程教育のシステム開発に関する調査研究協議会では委員を務め、ヨーロッパ諸国を視察する欧州調査団の団長に就任した。

## 研究
専門は情報科学であり、特にデータ解析や知識情報科学といった領域の研究に携わる。また、教育学にも関心を持ち、科学教育や教育工学といった領域に研究にも従事している。具体的な主題としては、感性とメディア、スキルや暗黙知、知的インタフェース、知能や生命のモデルといったものを挙げている。それらの業績が評価され、日本教育工学会の論文賞や、教育システム情報学会の論文賞やICTコンテスト優秀賞（運用部門）などを受賞している。
情報工学分野についての学術書も複数著しており、寺田文行らとの共著などがある。また、文部科学省からの研究委託も受託しており、松居らが纏めた報告書の内容は文部科学省のウェブサイトで閲覧できる。ただ、現在は閲覧不可の状態にされており、その代わりに「調査研究報告書は内容の確認中です。再作成後に掲載いたします」とのコメントが掲載されている。

## 文献盗用問題
2012年9月、早稲田大学が2009年度の文部科学省委託事業としてまとめた調査研究報告書「社会人の大学院教育の実態把握に関する調査研究」（予算約900万円）に他の文献の盗用があると指摘され、学内調査の結果少なくとも8カ所で盗用が見つかり、同報告書代表の松居も出典を示さなかったことを認めた。大学は9月13日付けで松居を訓戒処分とした。松居は、引用文献リストを用意していたが提出時に付け忘れたと説明、大学側は引用部分が調査研究の結論に影響しないことからこの主張を認めた。

## 略歴
- 1964年 - 誕生。
- 1988年 - 早稲田大学理工学部卒業。
- 1990年 - 早稲田大学大学院理工学研究科修士課程修了。
- 1992年 - 早稲田大学理工学部助手。
- 1994年 - 早稲田大学大学院理工学研究科博士後期課程単位取得満期退学。
- 1995年 - 東京学芸大学教育学部助手。
- 1995年 - 日本大学生産工学部講師。
- 1997年 - 電気通信大学大学院情報システム学研究科助教授。
- 2003年 - 早稲田大学人間科学部講師。
- 2004年 - 早稲田大学人間科学部助教授。
- 2012年 - 訓戒処分

## 賞歴
- 1996年 - 日本教育工学会論文賞。
- 2002年 - 教育システム情報学会論文賞。
- 2005年 - 教育システム情報学会ICTコンテスト優秀賞（運用部門）。

## 著作
- 寺田文行ほか共著『情報数学の基礎――暗号・符号・データベース・ネットワーク・CG』サイエンス社、1999年。ISBN 9784781909141
- 稲葉晶子ほか共著『インターネット時代の教育情報工学――ニュー・テクノロジー編』森北出版、2001年。ISBN 9784627826717